# هانس کلت
هانس کلت (انگلیسی: Hans Kalt؛ ۲۶ مارس ۱۹۲۴ – ۲ ژانویهٔ ۲۰۱۱) قایقران روئینگ اهل سوئیس بود.
وی در مسابقات کشوری و بین‌المللی در مجموع برندهٔ ۱ مدال طلا، ۱ مدال نقره، ۲ مدال برنز شده‌است.